# Hoornse Brassband
De Hoornse Brassband is een brassband uit Hoorn, opgericht in februari 1961 door J. van der Hurk.
De band telt circa 20 leden, en repeteert elke maandagavond in de Notenkraker aan de Achterstraat in Hoorn. De leiding is in handen van trompettist en dirigent Erwin ter Bogt.
In het verleden is de band geleid door onder andere Rieuwert Blok, H. van Bruggen, Jan van Ossenbruggen en Huub Robeerts. Het eerste concert vond plaats op 22 april 1977, in dat jaar werd ook voor het eerst deelgenomen aan een concours. De band speelde toen nog in de vierde afdeling van de bond, in 1981 is ze gepromoveerd tot de tweede (vroegere Ere-)afdeling.
Sinds 1982 geeft de band regelmatig concerten in de Oosterkerk. Zaterdag 18 juni 2011 ontving de band hier van de burgemeester van Hoorn, Onno van Veldhuizen, een Koninklijke Erepenning voor hun 50-jarig bestaan.